# Meer-Flohkrebs
Der Meer-Flohkrebs (Gammarus locusta) ist eine im nordöstlichen Atlantik verbreitete Art der Flohkrebse.

## Merkmale
Über die Körperlänge finden sich verschiedene Angaben. Nach manchen werden die Weibchen bis zu 14 mm lang und die Männchen bis zu 20 mm, nach anderen werden die Weibchen bis zu 20 mm lang und die Männchen bis zu 33 mm. Die Angaben stimmen somit insofern überein, dass die Männchen der Art größer als die Weibchen werden.

Die erste Antenne von Gammarus locusta.
Die zweite Antenne von Gammarus locusta.

## Verbreitung
Der Meer-Flohkrebs lebt im nordöstlichen Atlantik sowie in der Nordsee und Ostsee. In Deutschland ist er an allen Nordseeküsten zu finden und dringt bis in das Brackwasser der Flussmündungen vor. Er lebt ebenso in der gesamten Ostsee. Generell an den europäischen Küsten lebt die Art im Norden vom norwegischen Nordkap bis nach Spanien im Süden. Im Mittelmeer, der Straße von Gibraltar und an den afrikanischen Atlantikküsten fehlt die Art, entgegen mancher Angaben. Es handelt sich um eine euryhaline Art (hohe Toleranz in Bezug auf den Salzgehalt des Wassers), dennoch werden marine Salzgehalte bevorzugt – abgesehen von der Ostsee (5–7 ‰) lebt die Art seltener in Gewässern mit einem geringen Salzgehalt.

## Ökologie
Die Art findet sich oft massenhaft unter Steinen, Treibholz und Muscheln von der Gezeitenzone abwärts bis in 30 m Tiefe. Somit ist sie ein Bewohner des Litorals. Außerdem lebt die Art auch zwischen Braunalgen (z. B. Pylaiella littoralis) und Rotalgen (z. B. Ceramium nodulosum), die als Makroepiphyten auf der Braunalge Ascophyllum nodosum leben. Die Flohkrebse ernähren sich primär von den aufsitzenden Algen sowie sekundär von ihrer Wirtsart. Neue Futterquellen an unbesiedelten Braunalgen mit Epiphyten werden dabei innerhalb kurzer Zeit von den Flohkrebsen besiedelt. Außerdem ernährt sich die Art von weiteren Algen, wie der Gattung Ulva und Enteromorpha, Detritus, und zumindest in Gefangenschaft auch kannibalistisch. Die Flohkrebse selbst stellen eine Nahrungsquelle für räuberische Tiere wie Fische dar. Die Art zeigt keine Präferenz gegenüber dem Substrat der Gewässer (z. B. Felsen, Sand oder Schlamm).

## Lebenszyklus
Zur Fortpflanzung umklammern die größeren Männchen die Weibchen eine Weile (Amplexus). Nach der Spermaübertragung der Männchen in das Marsupium des Weibchens entlässt dieses die Eier zur Befruchtung in das Marsupium. Dort werden die Eier ein paar Tage ausgebrütet. Gammarus locusta bildet im Jahr mehrere Generationen aus. Die Zeit der Fortpflanzung ist regional unterschiedlich.

## Taxonomie
Die Art wurde 1758 von Carl von Linné unter dem Namen Cancer locusta erstbeschrieben. Ein weiteres Synonym lautet Gammarellus locusta.